# Борес ет Мартрон
Борес ет Мартрон (фр. Boresse-et-Martron) насеље је и општина у западној Француској у региону Поату-Шарант, у департману Приморски Шарант која припада префектури Жонзак.
По подацима из 2011. године у општини је живело 199 становника, а густина насељености је износила 17,78 становника/km². Општина се простире на површини од 11,19 km². Налази се на средњој надморској висини од 55 метара (максималној 146 m, а минималној 48 m).

## Демографија
| 1962. | 1968. | 1975. | 1982. | 1990. | 1999. | 2011. |
| ----- | ----- | ----- | ----- | ----- | ----- | ----- |
| 250   | 304   | 255   | 228   | 198   | 221   | 199   |

График промене броја становника у току последњих година